# Progona
Progona is een geslacht van vlinders van de familie spinneruilen (Erebidae), uit de onderfamilie Arctiinae.

## Soorten
- P. luridipennis Burmeister, 1878
- P. pallida Möschler, 1890
- P. sadima Schaus, 1896
- P. venata Schaus, 1921
- P. xanthura Schaus, 1899